# Globalization and World Cities Research Network

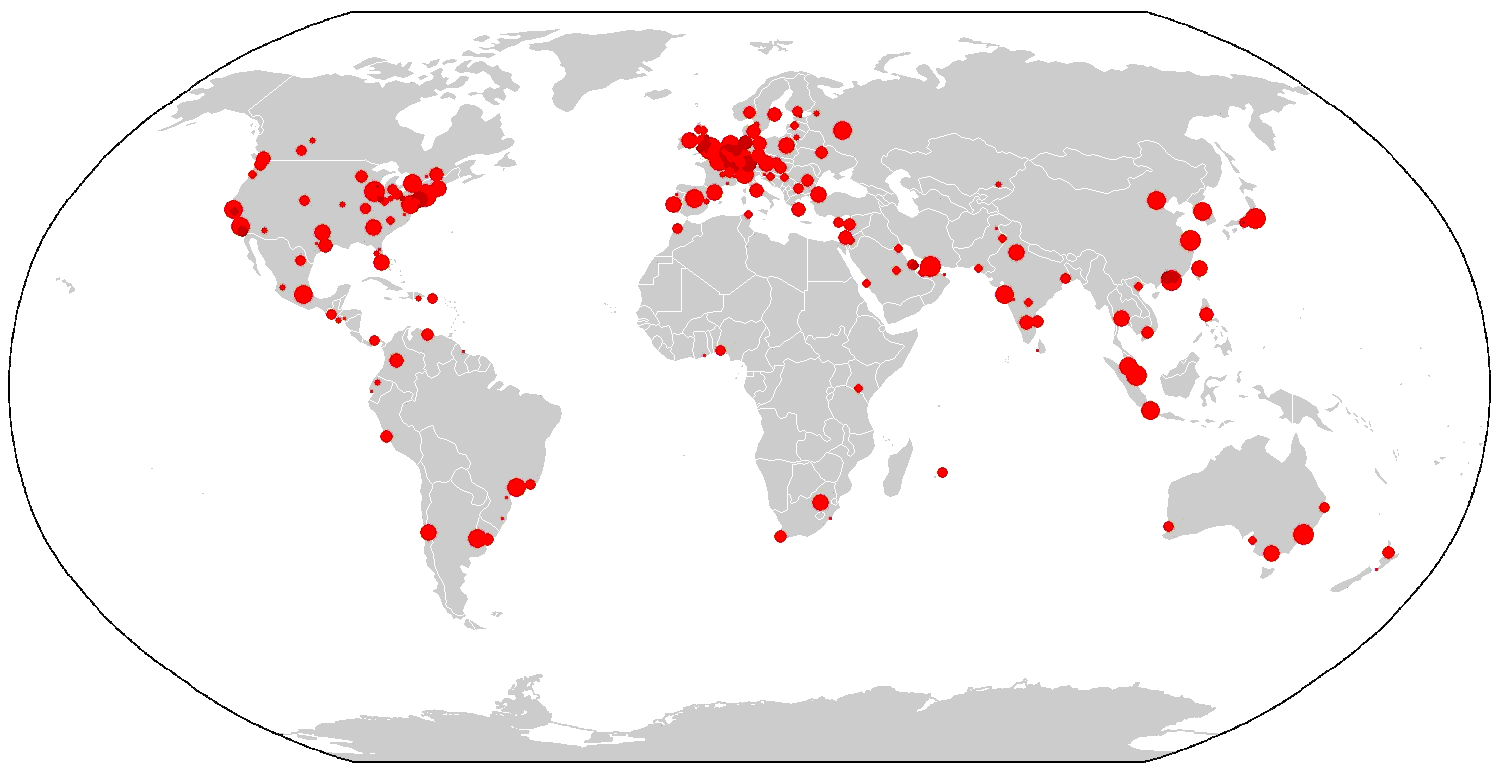
Ripartizione delle città classificate secondo il GaWC

Il Globalization and World Cities Research Network, comunemente abbreviato in GaWC, è un think tank che studia le relazioni tra le città del mondo nel contesto della globalizzazione. Ha sede nel dipartimento di geografia dell'Università di Loughborough nel Leicestershire, nel Regno Unito ed è stato fondato da Peter J. Taylor nel 1998. Insieme a Jon Beaverstock e Richard G. Smith, creano la classificazione semestrale del GaWC delle città del mondo in livelli "Alfa", "Beta" e "Gamma", in base alla loro connessione internazionale.

## Classificazione delle città secondo il GaWC
Il GaWC esamina le città di tutto il mondo per inserirle in un elenco, quindi le classifica in base alla loro connettività attraverso quattro "servizi di produzione avanzati": contabilità, pubblicità, banca/finanza e legge. L'inventario GaWC classifica l'economia della città in maniera più rilevante rispetto ai fattori politici o culturali. Oltre alle categorie di città del mondo "Alfa" (con quattro sottocategorie), città del mondo "Beta" (tre sottocategorie) e città del mondo "Gamma" (tre sottocategorie), le città GaWC includono altre città in "Livello di "sufficienza" e "sufficienza" elevato.
GaWC ha pubblicato le classifiche delle città nel 1998, 2000, 2004, 2008, 2010, 2012, 2016, 2018 e 2020. Le classifiche del 2004 hanno aggiunto diversi nuovi indicatori pur continuando a classificare l'economia della città in maniera più rilevante rispetto ai fattori politici o culturali. L'elenco del 2008, simile alla versione del 1998, è ordinato in categorie di città del mondo Alfa (con quattro sottocategorie), città del mondo Beta (tre sottocategorie), città del mondo Gamma (tre sottocategorie) e città aggiuntive con presenza di sufficienza o sufficienza elevata.

## Classifica città 2024
Le città nella classifica 2024 sono le seguenti:
( 1) o ( 1) indica una città spostata di 1 categoria in alto o in basso rispetto alla classificazione del 2022.

### Alfa
Le città di livello Alfa sono collegate ai principali stati e regioni economiche e all'economia mondiale e sono classificate in quattro sezioni, Alfa ++, Alfa +, Alfa e Alfa -.

#### Alfa ++
Le città Alfa ++ sono le città più integrate con l'economia globale:
- Londra
- New York

#### Alfa +
Le città Alfa + sono città altamente integrate, che soddisfano esigenze di servizi avanzati:
- Hong Kong
- Pechino
- Singapore
- Shanghai
- Parigi
- Dubai
- Tokyo
- Sydney (1)

#### Alfa
- Seul
- Milano
- Toronto
- Francoforte sul Meno
- Chicago
- Giacarta
- San Paolo
- Città del Messico
- Mumbai
- Madrid
- Varsavia
- Guangzhou (1)
- Istanbul
- Amsterdam
- Bangkok (1)
- Los Angeles
- Kuala Lumpur

#### Alfa -
- Lussemburgo (1)
- Taipei
- Shenzhen
- Bruxelles (1)
- Zurigo
- Buenos Aires
- Melbourne
- San Francisco
- Riad
- Santiago
- Düsseldorf (1)
- Stoccolma
- Washington
- Vienna
- Lisbona
- Monaco di Baviera
- Dublino
- Houston (1)
- Berlino
- Johannesburg
- Boston
- Nuova Delhi

### Beta
Le città di livello beta sono città che collegano regioni economiche moderate all'economia mondiale e sono classificate in tre sezioni, Beta +, Beta e Beta -.

#### Beta +
- Bogotà (1)
- Ho Chi Minh (1)
- Roma
- Bangalore (1)
- Budapest
- Atene
- Amburgo
- Doha
- Chengdu
- Miami
- Tientsin
- Dallas
- Atlanta
- Auckland
- Barcellona
- Hangzhou
- Bucarest
- Lima
- Montréal
- Praga (1)

#### Beta
- Chongqing
- Tel Aviv (2)
- Brisbane
- Il Cairo (1)
- Hanoi (1)
- Nanchino
- Oslo (1)
- Perth
- Abu Dhabi
- Copenaghen (1)
- Manama
- Wuhan (1)
- Manila (2)
- Xiamen (1)
- Nairobi (1)
- Kiev
- Ginevra
- Jinan
- Calgary (1)
- Zhengzhou (2)
- Shenyang (1)
- Dalian (1)
- Suzhou (2)

#### Beta -
- Tsingtao (1)
- Casablanca (2)
- Changsha
- Beirut (1)
- Port Louis (5)
- Denver (1)
- Lagos (1)
- Belgrado
- Montevideo (2)
- Vancouver (1)
- Seattle (1)
- Manchester (1)
- Sofia (1)
- Bratislava (1)
- Rio de Janeiro (1)
- Lione (1)
- Xi'an (2)
- Helsinki (1)
- Kunming (1)
- Zagabria
- Nicosia
- Karachi (1)
- Caracas (1)
- Hefei (2)
- Stoccarda
- Panama (1)
- Chennai (1)
- Filadelfia

### Gamma
Le città di livello gamma sono città che collegano regioni economiche più piccole all'economia mondiale e sono classificate in tre sezioni, Gamma +, Gamma e Gamma -.

#### Gamma +
- Tunisi (1)
- Fuzhou (2)
- Città del Guatemala
- Hyderabad (1)
- Città del Capo (2)
- Dacca (2)
- Porto
- Austin
- San Diego
- Minneapolis
- Anversa
- Almaty (2)
- Amman
- Santo Domingo
- Rotterdam
- Adelaide (1)
- Lahore
- Colombo (1)
- Taiyuan (2)
- Kuwait (1)

#### Gamma
- Monterrey (1)
- Osaka
- Haikou (1)
- Tbilisi
- Tampa (1)
- Tirana (1)
- Quito (2)
- Nashville (2)
- Islamabad
- Kampala
- San Salvador
- Mascate (1)
- Phnom Penh
- Birmingham(2)
- Pune (1)
- Ningbo (2)
- Harbin (2)
- San Jose (1)
- Bologna (3)
- San José (3)
- Ahmedabad (2)
- Bristol (1)
- Tegucigalpa (2)
- Riga (1)
- Detroit (1)

#### Gamma -
- Poznań (2)
- Victoria (2)
- Charlotte
- Pittsburgh (1)
- Valencia (2)
- Edimburgo
- Gedda (1)
- Torino (2)
- Katowice (2)
- Baku
- George Town (1)
- Dar es Salaam (2)
- Wellington (1)
- Managua
- Cleveland (1)
- Nanchang (1)
- Changchun (1)
- Cali (2)
- Saint Louis (2)
- Lubiana (1)
- Baltimora (1)
- Bilbao (1)
- Marsiglia (1)
- Surabaya (2)
- Accra (2)

### Sufficienti
Le città a livello di sufficienza sono città che dispongono di un livello di servizi sufficiente per non essere eccessivamente dipendenti dalle altre città del mondo. Queste sono ordinate in città ad alta sufficienza e a media sufficienza.

#### Sufficienza elevata
- Smirne (1)
- Harare (2)
- Maputo
- Vilnius (1)
- Macao
- Göteborg (1)
- Raleigh (1)
- Santiago de Querétaro
- Glasgow (1)
- Zhuhai (1)
- Phoenix
- Dakar (1)
- Cincinnati (1)
- Skopje (1)
- Kansas City
- Limassol
- La Paz
- Leeds (1)
- Guayaquil
- Hartford (1)
- Belfast
- Indianapolis (1)
- Algeri
- Shijiazhuang (1)
- Lusaka (2)
- Guadalajara

#### Sufficienza
- Strasburgo
- Columbus
- Ankara
- Johor Bahru
- Ottawa
- Breslavia
- Ürümqi
- Christchurch
- Douala
- Tashkent
- Losanna
- Malaga
- Wuxi
- George Town
- Salt Lake City
- Tallinn
- Nantes
- Medellín
- Edmonton
- Utrecht
- Taichung
- Campinas
- Lilla
- Abuja
- Yangon
- Cracovia
- Jacksonville
- Southampton
- San Antonio
- Belo Horizonte
- Lipsia
- Newcastle
- Napoli
- Curitiba
- Luanda
- Abidjan
- Milwaukee
- Nassau
- Gaborone
- Puebla
- Tolosa
- Brasilia
- Podgorica
- Kaohsiung
- Berna
- Porto Alegre
- Malmö
- Des Moines
- Guiyang
- Nizza
- Tijuana
- Nanning
- Canberra
- Norimberga
- Port of Spain
- Cordova
- Sarajevo
- Foshan
- Bordeaux
- Firenze
- Oklahoma City
- Astana
- Genova
- Nagoya
- Lanzhou
- Durban
- Dongguan
- Portland
- San Juan
- Bergen
- Erevan
- Richmond
- Asunción
- Sacramento
- Cebu
- Hohhot
- Colonia
- L'Aia
- Birmingham
- Las Vegas
- Ciudad Juárez
- Winnipeg
- Orlando
- Windhoek
- Hannover
- Louisville
- Aberdeen
- Liegi
- Liverpool
- Basilea
- Tulsa
- Mannheim
- Palo Alto
- San Pedro Sula
- Siviglia
- Palo Alto
- Recife
- Alessandria d'Egitto
- Mosca
- Vientiane
- Tangshan
- Ulan Bator
- Salvador
- Memphis
- Yinchuan
- Linz
- Calcutta
- Halifax
- San Luis Potosí
- Barranquilla
- Libreville
- Łódź
- Hamilton
- Dresda
- Aarhus
- Baoding
- Wenzhou
- Blantyre
- Nottingham

## Non più classificate
Le seguenti città sono state incluse nell'edizione 2018, ma non nell'edizione 2020:
- Antananarivo
- Katmandu
- Leicester
- Madison
- Nantong
- Weifang
- Xining